# Lijst van rijksmonumenten in Gilze en Rijen
De gemeente Gilze en Rijen telt 95 inschrijvingen in het rijksmonumentenregister. Hieronder een overzicht.  

## Gilze
De plaats Gilze telt 79 inschrijvingen in het rijksmonumentenregister. Zie Lijst van rijksmonumenten in Gilze voor een overzicht.

## Molenschot
De plaats Molenschot telt 7 inschrijvingen in het rijksmonumentenregister.
| Object                                                                       | Oorspronkelijke functie? | Bouwjaar                           | Architect          | Locatie          | Coördinaten?                  | Nr.?   | Afbeelding                                                                   |
| ---------------------------------------------------------------------------- | ------------------------ | ---------------------------------- | ------------------ | ---------------- | ----------------------------- | ------ | ---------------------------------------------------------------------------- |
| Restaurant "De Drie Linden" : hoeve van het Kempische langgeveltype          | Gebouw                   |                                    |                    | Broekstraat 1    | 51° 34' 24" NB, 4° 52' 58" OL | 16134  | Meer afbeeldingen                                                            |
| Sint-Annakerk                                                                | Kerk en kerkonderdeel    | 1887                               | J.J. van Langelaar | Kapelstraat 1    | 51° 34' 22" NB, 4° 52' 55" OL | 516948 | Meer afbeeldingen                                                            |
| Pastorie in sobere eclectische stijl                                         | Kerkelijke dienstwoning  | 1879                               |                    | Kapelstraat 3    | 51° 34' 22" NB, 4° 52' 55" OL | 516949 | Meer afbeeldingen                                                            |
| St. Annakapel                                                                | Kapel                    | vroege 16e eeuw 1960 (restauratie) |                    | Veenstraat 2     | 51° 34' 24" NB, 4° 52' 56" OL | 516958 | Meer afbeeldingen                                                            |
| Neogotisch beeld van Heilige Anna en Maria op het voorplein van de Annakapel | Gedenkteken              | ca. 1890                           |                    | Veenstraat bij 2 | 51° 34' 24" NB, 4° 52' 56" OL | 516959 | Neogotisch beeld van Heilige Anna en Maria op het voorplein van de Annakapel |
| Calvariekruis achter de Annakapel op het kerkhofje                           | Kapel                    | ca. 1890                           |                    | Veenstraat bij 2 | 51° 34' 24" NB, 4° 52' 56" OL | 526160 | Calvariekruis achter de Annakapel op het kerkhofje                           |

## Rijen
De plaats Rijen telt 9 inschrijvingen in het rijksmonumentenregister. Zie Lijst van rijksmonumenten in Rijen voor een overzicht.
's-Hertogenbosch ·
Alphen-Chaam ·
Altena ·
Asten ·
Baarle-Nassau ·
Bergeijk ·
Bergen op Zoom ·
Bernheze ·
Best ·
Bladel ·
Boekel ·
Boxtel ·
Breda ·
Cranendonck ·
Deurne ·
Dongen ·
Drimmelen ·
Eersel ·
Eindhoven ·
Etten-Leur ·
Geertruidenberg ·
Geldrop-Mierlo ·
Gemert-Bakel ·
Gilze en Rijen ·
Goirle ·
Halderberge ·
Heeze-Leende ·
Helmond ·
Heusden ·
Hilvarenbeek ·
Laarbeek ·
Land van Cuijk ·
Loon op Zand ·
Maashorst ·
Meierijstad ·
Moerdijk ·
Nuenen, Gerwen en Nederwetten ·
Oirschot ·
Oisterwijk ·
Oosterhout ·
Oss ·
Reusel-De Mierden ·
Roosendaal ·
Rucphen ·
Sint-Michielsgestel ·
Someren ·
Son en Breugel ·
Steenbergen ·
Tilburg ·
Valkenswaard ·
Veldhoven ·
Vught ·
Waalre ·
Waalwijk ·
Woensdrecht ·
Zundert